# Alex Bunbury
Alexander Bunbury (Plaisance, 18 giugno 1967) è un ex calciatore ed ex giocatore di calcio a 5 canadese.

## Biografia
Anche suo figlio Teal è un calciatore.

## Carriera
Bunbury ha iniziato a giocare calcio in maniera professionistica negli Hamilton Steelers in Canada, oltre ad un anno nella Canadian Soccer League con i Toronto Blizzard ed i Montréal Supra.
Nel 1993, dopo una infelice stagione al West Ham United (sei presenze tra campionato e coppe), giunge in Portogallo al C.S. Marítimo, diventando il miglior cannoniere in prima divisione della squadra di Madera con 59 goal in 165 gare, vincendo il premio come miglior straniero nella stagione 1994-95.
All'inizio del 1999, dopo la richiesta di giocare più vicino alla sua Montréal, Bunbury chiude la carriera dopo una stagione ai Kansas City Wizards nella Major League Soccer, iniziando la carriera di allenatore, prima al Bangu FC, poi alla Minnesota Thunder Academy (MTA).
Bunbury è entrato nella Canadian Soccer Hall of Fame nell'aprile 2006. Utilizzato nel ruolo di giocatore di movimento, come massimo riconoscimento in carriera ha la partecipazione con la Nazionale maschile di calcio a 5 del Canada al FIFA Futsal World Championship 1989 in cui i nordamericani sono stati eliminati al primo turno nel girone comprendente Belgio, Argentina e Giappone.

## Palmarès

### Club

#### Competizioni nazionali
- Campionato MLS: 1

K.C. Wizards: 2000
- MLS Supporters' Shield: 1

K.C. Wizards: 2000